# Anna Rita Del Piano
Anna Rita Del Piano (născută Anna Rita Viapiano la 26 iulie 1966 în Cassano delle Murge, Provincia Bari, Italia ) este o actriță italiană de film.